# Sint-Michielskerk (Waarloos)
De Sint-Michielskerk is een kerk in het Belgisch dorp Waarloos. Het is de parochiekerk van de rooms-katholieke Sint-Michielsparochie van Waarloos.
Op deze plaats stond al in 1149 een kerkje. De huidige neogotische kerk werd gebouwd in de periode 1855-1865 en heeft twee zijbeukjes en een toren uit de 15e of 16e eeuw. Deze werd kort na de Eerste Wereldoorlog gerestaureerd. Tijdens de Tweede Wereldoorlog werden de glasramen ernstig beschadigd en moesten ze vervangen worden. De nieuwe ramen, die de sacramenten uitbeelden, werden ontworpen door L. Crispin en beschilderd door Ch. Blockhuys.
De biechtstoel, meubilair, hoofdaltaar en kansel (met het wapen van de familie della Faille) zijn van de hand van Jean-Baptiste Bethune, grondlegger van de neogotiek in België. Pronkstuk van de kerk vormt het rechtse neogotische zijaltaar met retabel die het Golgothatafereel voorstelt in polychromie. In de zijluiken zijn de patroonheiligen van de gemeente afgebeeld, met name de heilige Michael en heilige Barbara. Achter het koor bevinden zich de 17de-eeuwse grafzerken van Mechior en Balthazar della Faille, heren van Waarloos.
De kerk werd in 1999 beschermd als monument en samen met het omliggende kerkhof als dorpsgezicht berschermd.